# Leano Morelli (album)
Leano Morelli è il secondo album dell'omonimo cantautore italiano, pubblicato dall'etichetta discografica Philips nel 1978.
Contiene quello che è sicuramente il suo brano più famoso: Cantare, gridare... sentirsi tutti uguali.

## Tracce

### Lato A
1. Se un giorno non mi amassi più
2. Capire
3. Non bisogna esser poeti
4. Mulino ad acqua
5. La luna tra gli alberi

### Lato B
1. Cantare, gridare... sentirsi tutti uguali
2. A poco a poco, ma...
3. Bob
4. Una lettera d'oro
5. Non fare il divo

## Formazione
- Leano Morelli – voce
- Luciano Ciccaglioni – chitarra
- Mario Scotti – basso
- Massimo Buzzi – batteria
- Ruggero Cini – tastiera
- Julius Farmer – basso
- Luciano Ninzatti – chitarra
- Renè Mantegna – aggeggi
- Stefano Pulga – tastiera
- Cosimo Fabiano – basso
- Gianni Dall'Aglio – batteria
- Massimo Pulga – chitarra
- Lucio Fabbri – violino
- Baba Yaga – cori